# Graf Schwerin Greifswald
Der Militär-SV Graf Schwerin Greifswald (kurz Graf Schwerin Greifswald, ab 1941 LSV Dievenow) war ein deutscher Fußballverein der Graf Schwerin Kaserne aus Greifswald, welcher von 1930 bis 1944 existierte. Heimstätte des Clubs war das Volksstadion.

## MSV Graf Schwerin Greifswald
Der MSV Graf Schwerin Greifswald wurde im Jahr 1930 als MSV Graf Schwerin Deutsch Krone gegründet. Der Club trat anfangs in Freundschaftsspielen zugunsten der Winterhilfe an, agierte kurz darauf aber auch im Spielbetrieb der Bezirksliga Vorpommern. 1933 erfolgte die Verlegung nach Greifswald, der Name lautete fortan MSV Graf Schwerin Greifswald.
In der Aufstiegsrunde zur Gauliga Pommern der Saison 1935/36 scheiterte Graf Schwerin zunächst am SC Blücher Gollnow. 1937 gelang, gemeinsam mit dem MTV Pommerensdorf, der erstmalige Aufstieg zur pommerschen Gauliga. In der höchsten deutschen Spielklasse war Greifswald mit lediglich sieben Saisonpunkten chancenlos und stieg mit dem MSV Mackensen Neustettin wieder ab. Eine Rückkehr zur Gauliga gelang Graf Schwerin nicht mehr.

## LSV Dievenow
1941 wurde der Verein nach Dievenow verlegt und fungierte in der Folgezeit als Luftwaffen-SV Dievenow. 1942 gelang der Wiederaufstieg zur Gauliga Pommern, gegen die etablierten Mannschaften von Hubertus Kolberg bzw. LSV Parow stand Dievenow durchweg im Abstiegskampf. Analog zu anderen norddeutschen Luftwaffen-Sportvereinen wie Arado Warnemünde oder dem  LSV Rerik wurde auch Dievenow im September 1944 vorzeitig vom Spielbetrieb zurückgezogen und aufgelöst.

## Statistik
- Teilnahme Gauliga Pommern: 1937/38 (Graf Schwerin), 1942/43, 1943/44